# Geniostoma biseriale
Geniostoma biseriale là một loài thực vật có hoa trong họ Mã tiền. Loài này được Rech. mô tả khoa học đầu tiên năm 1909.